# Wellesley Lake
Wellesley Lake är en sjö i Kanada.   Den ligger i territoriet Yukon, i den västra delen av landet, 4 400 km väster om huvudstaden Ottawa. Wellesley Lake ligger 578 meter över havet. Arean är 0,60 kvadratkilometer. Den sträcker sig 1,7 kilometer i nord-sydlig riktning, och 1,7 kilometer i öst-västlig riktning.
Trakten runt Wellesley Lake är nära nog obefolkad, med mindre än två invånare per kvadratkilometer.